# Bakouma
Bakouma är en subprefektur i Centralafrikanska republiken.   Den ligger i prefekturen Mbomou, i den centrala delen av landet, 500 km öster om huvudstaden Bangui.
I omgivningarna runt Bakouma växer huvudsakligen savannskog. Trakten runt Bakouma är nära nog obefolkad, med mindre än två invånare per kvadratkilometer.